# Mario Roques
Mario Roques (Callao, Perú, 1 de juliol de 1875 – París, 8 de març de 1961) fou un romanista i medievalista francès. Entre altres coses, és conegut per les seves nombroses edicions de textos, sobretot el Roman de Renart.

## Vida
Mario Roques nasqué al Perú on el seu pare formava part del cos consular però s'educà a París tot i que la seva família era originàriament occitana. A partir de 1894 va estudiar a l'École normale supérieure (1894-1897), a la Sorbona, on fou alumne de Joseph Bédier i Ferdinand Brunot, i a l'École pratique des Hautes études (1894-1903), on fou alumne de Gaston Paris i Antoine Thomas. Al mateix temps anava a escoltar les lliçons a l'École des Chartes. Va ser professor de diverses institucions parisenques: les mateixes on havia estudiat (succeí Gaston París a l'École pratique des hautes études) i també a l'École des langues orientales, on va ensenyar el romanès i també l'albanès. També ensenyà a la Sorbona, on fundà un institut d'estudis romanesos. També tingué diversos càrrecs (secretari, director) dins d'aquestes institucions. Des de 1937 formà part del Collège de France, càrrec de màxim prestigi que pot obtenir un professor universitari francès, amb una càtedra que intitulà “Història del vocabulari francès” i que succeïa la de Joseph Bédier, un dels seus mestres junt amb Gaston Paris.
Els seus interessos foren múltiples, tant literaris com lingüístics. Edità nombrosos textos medievals, de Chrétien de Troyes al Roman de Renart, i tingué també un interès per la lingüística, particularment pel lèxic; en la seva càtedra al Collège de France volia publicar un Inventaire général de la langue française, que finalment no reeixí però que forní materials per al futur Trésor de la langue française. Com a mostra de la seva diversitat d'interessos assenyalarem que va escriure un “Prefaci” a l'edició francesa de la gramàtica de Pompeu Fabra (Grammaire catalane par Pompeu Fabra ; préface de Mario Roques, París: Les Belles Lettres, 1941). També edità alguns dels primers textos romanesos (Palia d'Orastie, publicada el 1925).
Va ser nomenat membre de l'Académie des inscriptions et belles-lettres (1933), on col·laborà amb la Histoire littéraire de la France, de l'Académie royale de langue et de littérature françaises de Belgique (1946) i membre corresponent de l'Institut d'Estudis Catalans (1948).
També col·laborà en els inicis de la Société de linguistique romane, de la qual fou president en dos períodes.

## Obra
El 1910 fundà la col·lecció Classiques français du Moyen âge, que publica l'editorial Champion, i que té per finalitat la publicació de textos medievals. Ell mateix contribuí amb diversos volums a la col·lecció. També va dirigir, des de 1911 i fins que morí, la revista Romania, succeint en aquest càrrec a Paul Meyer.

## Publicacions

### Com a editor de textos
- (editor) Le garçon et l'aveugle. Jeu du XIIIe siècle, París: Champion, 1911, 1921, 1969 (CFMA)
- (editor) Aucassin et Nicolette. Chantefable du XIIIe siècle, París: Champion, 1925 (CFMA)
- (editor) Jehan Maillart, Le roman du comte d'Anjou, París: Champion, 1931 (CFMA)
- (editor) Le roman de Renart, 6 volums, París: Champion 1948, 1951, 1955, 1958, 1960, 1963 (CFMA)
- (editor) Chrétien de Troyes, Érec et Énide, París: Champion, 1952 (CFMA)
- (editor) Roland à Saragosse. Poème épique méridional du XIVème siècle, París: Champion, 1956 (CFMA)
- (editor) L'estoire de Griseldis, Ginebra/París, 1957 (Textes littéraires français)
- (editor) La farce du pauvre Jouhan (amb Eugénie Droz), Ginebra: Droz, 1959
- (editor) Chrétien de Troyes, Le chevalier de la Charrete, París: Champion, 1958 (CFMA)
- (editor) Chrétien de Troyes, Le chevalier au lion, Yvain, París: Champion, 1960 (CFMA)

### Com a autor[4]
- Bibliographie des travaux de Gaston Paris (amb Joseph Bédier), París 1904 [reimprès a Gaston Paris et la philologie romane, Ginebra: Droz, 2004]
- (editor) Gaston París, Mélanges linguistiques, París: Champion, 1906–1909
- (editor) Gaston París, Mélanges de littérature française du moyen âge, París 1910–1912, 1966
- Etudes de géographie linguistique, d'après l'Atlas linguistique de la France (amb Jules Gilliéron), París 1912
- Recherches sur les anciens textes albanais, París 1932
- La poésie roumaine contemporaine, Oxford 1934
- Recueil général des lexiques français du moyen âge (XIIe-XVe siècle). I. Lexiques alphabétiques, 2 volums, París 1936–1938, París 1969
- Études de littérature française, Lille / Ginebra: Droz, 1949